# Belaruskaj parti "Zjaljonyja"
Běloruská strana "Zelení" (bělorusky Беларускай партыi "Зялёныя") je běloruská politická strana prosazující zelenou a ekosocialistickou politiku. Byla založena v roce 1994 a je pozorovatelem při Evropské straně zelených a Global Greens. Strana je v opozici k režimu Alexandra Lukašenka.

## Historie
Ustavující sjezd se odehrál 17. května 1994. Nikdy však nezískala dostatečně vysokou podporu, aby její zástupci zasedli v parlamentu. Ve volbách v roce 2004 kandidovali společně s dalšími stranami běloruské demokratické opozice v Koalici 5+. Volby v letech 2000, 2004 i 2008 však byly OBSE označeny za nedemokratické a nutně proto nemusí odrážet reálnou podporu stran ve společnosti. Do prezidentských voleb v roce 2010 nasadila strana vlastního kandidáta Juryje Hłuszakoua. Odstoupil však kvůli tomu, že se mu nepodařilo sesbírat 100 000 podpisů voličů, které bylo nutno přiložit k registraci volební komisí.